# Diphyes chamissonis
Diphyes chamissonis är en nässeldjursart som beskrevs av Huxley 1859. Diphyes chamissonis ingår i släktet Diphyes och familjen Diphyidae. Inga underarter finns listade i Catalogue of Life.